# فريدريك وينتل
فريدريك لاد وينتل (بالإنجليزية: Frederick Ladd Wintle)‏ (مواليد 1953) سياسي جمهوري سابق في ولاية مين. مقيم حاليا في غارلاند ومثل ست بلدات وقرى في مقاطعتي بينوبسكوت وسومرست في مجلس نواب مين.
وينتل عضو سابق في سلاح الجو الأمريكي وقاتل في كل من حرب فيتنام وحرب الخليج الثانية.